# Балићи (Пријепоље)
Балићи су насеље у Србији у општини Пријепоље у Златиборском округу. Према попису из 2022. било је 499 становника.

## Демографија
У насељу Балићи живи 304 пунолетна становника, а просечна старост становништва износи 32,8 година (31,4 код мушкараца и 34,3 код жена). У насељу има 97 домаћинстава, а просечан број чланова по домаћинству је 4,47.
Ово насеље је углавном насељено Бошњацима (према попису из 2002. године), а у последња три пописа, примећен је пад у броју становника.
|  |

| Демографија | Демографија | Демографија |
| Година      | Становника  | Становника  |
| ----------- | ----------- | ----------- |
| 1948.       | 432         |             |
| 1953.       | 491         |             |
| 1961.       | 535         |             |
| 1971.       | 600         |             |
| 1981.       | 664         |             |
| 1991.       | 557         | 553         |
| 2002.       | 434         | 512         |

| Етнички састав према попису из 2002.‍ | Етнички састав према попису из 2002.‍ | Етнички састав према попису из 2002.‍ | Етнички састав према попису из 2002.‍ | Етнички састав према попису из 2002.‍ |
| ------------------------------------ | ------------------------------------ | ------------------------------------ | ------------------------------------ | ------------------------------------ |
|                                      |                                      |                                      |                                      |                                      |
| Бошњаци                              | Бошњаци                              |                                      | 338                                  | 77,88%                               |
| Муслимани                            | Муслимани                            |                                      | 80                                   | 18,43%                               |
| Срби                                 | Срби                                 |                                      | 9                                    | 2,07%                                |
| непознато                            | непознато                            |                                      | 3                                    | 0,69%                                |

| Година пописа     | 1948. | 1953. | 1961. | 1971. | 1981. | 1991. | 2002. |
| ----------------- | ----- | ----- | ----- | ----- | ----- | ----- | ----- |
| Број домаћинстава | 89    | 88    | 96    | 105   | 119   | 112   | 97    |

| Број чланова      | 1 | 2  | 3  | 4  | 5  | 6  | 7  | 8 | 9 | 10 и више | Просек |
| ----------------- | - | -- | -- | -- | -- | -- | -- | - | - | --------- | ------ |
| Број домаћинстава | 7 | 12 | 14 | 15 | 19 | 14 | 11 | 2 | 1 | 2         | 4,47   |

| Пол    | Укупно | Неожењен/Неудата | Ожењен/Удата | Удовац/Удовица | Разведен/Разведена | Непознато |
| ------ | ------ | ---------------- | ------------ | -------------- | ------------------ | --------- |
| Мушки  | 164    | 64               | 88           | 8              | 0                  | 4         |
| Женски | 158    | 37               | 88           | 23             | 2                  | 8         |
| УКУПНО | 322    | 101              | 176          | 31             | 2                  | 12        |

| Пол    | Укупно                    | Пољопривреда, лов и шумарство | Рибарство                            | Вађење руде и камена | Прерађивачка индустрија       |
| ------ | ------------------------- | ----------------------------- | ------------------------------------ | -------------------- | ----------------------------- |
| Мушки  | 69                        | 37                            | 0                                    | 0                    | 7                             |
| Женски | 30                        | 17                            | 0                                    | 0                    | 11                            |
| УКУПНО | 99                        | 54                            | 0                                    | 0                    | 18                            |
| Пол    | Производња и снабдевање   | Грађевинарство                | Трговина                             | Хотели и ресторани   | Саобраћај, складиштење и везе |
| Мушки  | 0                         | 13                            | 1                                    | 0                    | 4                             |
| Женски | 0                         | 1                             | 0                                    | 0                    | 0                             |
| УКУПНО | 0                         | 14                            | 1                                    | 0                    | 4                             |
| Пол    | Финансијско посредовање   | Некретнине                    | Државна управа и одбрана             | Образовање           | Здравствени и социјални рад   |
| Мушки  | 0                         | 0                             | 2                                    | 2                    | 0                             |
| Женски | 0                         | 0                             | 0                                    | 0                    | 0                             |
| УКУПНО | 0                         | 0                             | 2                                    | 2                    | 0                             |
| Пол    | Остале услужне активности | Приватна домаћинства          | Екстериторијалне организације и тела | Непознато            | Непознато                     |
| Мушки  | 1                         | 0                             | 0                                    | 2                    | 2                             |
| Женски | 0                         | 0                             | 0                                    | 1                    | 1                             |
| УКУПНО | 1                         | 0                             | 0                                    | 3                    | 3                             |